# 알파,베타-불포화 카보닐 화합물

α,β-불포화 카보닐 화합물의 일반 구조. R_{2} & R_{4}는 단일 수소일 수도 있다.

α,β-불포화 카보닐 화합물(영어: α,β-unsaturated carbonyl compound)은 일반 구조가 (O=CR)−Cα=Cβ-R인 유기 화합물이다. 이러한 화합물에는 엔온과 엔알이 포함되지만 카복실산과 상응하는 에스터와 아마이드도 포함된다. 이들 화합물에서 카보닐기는 알켄과 결합되어 있다(따라서 불포화된이라는 형용사를 사용함). 측면에 알켄 그룹이 없는 카보닐의 경우와 달리 α,β-불포화 카보닐 화합물은 β-탄소에서 친핵체의 공격을 받기 쉽다. 이러한 반응성 패턴을 비닐로기라고 한다. 불포화 카보닐의 예로는 아크롤레인(프로페날), 메시틸 옥사이드, 아크릴산 및 말레산이 있다. 불포화 카보닐은 실험실에서 알돌 반응과 퍼킨 반응을 통해 제조될 수 있다.

## 같이 보기
- 엔올